# Доње Огорје
Доње Огорје је насељено место у саставу општине Мућ, Сплитско-далматинска жупанија, Република Хрватска.

## Историја
До територијалне реорганизације у Хрватској налазило се у саставу старе општине Солин.

## Становништво
На попису становништва 2011. године, Доње Огорје је имало 116 становника.
| Број становника по пописима | Број становника по пописима | Број становника по пописима | Број становника по пописима | Број становника по пописима | Број становника по пописима | Број становника по пописима | Број становника по пописима | Број становника по пописима | Број становника по пописима | Број становника по пописима | Број становника по пописима | Број становника по пописима | Број становника по пописима | Број становника по пописима | Број становника по пописима |
| --------------------------- | --------------------------- | --------------------------- | --------------------------- | --------------------------- | --------------------------- | --------------------------- | --------------------------- | --------------------------- | --------------------------- | --------------------------- | --------------------------- | --------------------------- | --------------------------- | --------------------------- | --------------------------- |
| 1857                        | 1869                        | 1880                        | 1890                        | 1900                        | 1910                        | 1921                        | 1931                        | 1948                        | 1953                        | 1961                        | 1971                        | 1981                        | 1991                        | 2001                        | 2011                        |
| 361                         | 502                         | 328                         | 362                         | 423                         | 472                         | 472                         | 544                         | 472                         | 475                         | 404                         | 323                         | 240                         | 154                         | 114                         | 116                         |

Напомена: У 1857. и 1869. садржи податке за насеље Радунић.

### Попис1991.
На попису становништва 1991. године, насељено место Доње Огорје је имало 154 становника, следећег националног састава:
| Попис 1991.‍ | Попис 1991.‍ | Попис 1991.‍ | Попис 1991.‍ | Попис 1991.‍ |
| ----------- | ----------- | ----------- | ----------- | ----------- |
|             |             |             |             |             |
| Хрвати      | Хрвати      |             | 154         | 100%        |
| укупно: 154 |             |             |             |             |